# Django Reinhardt

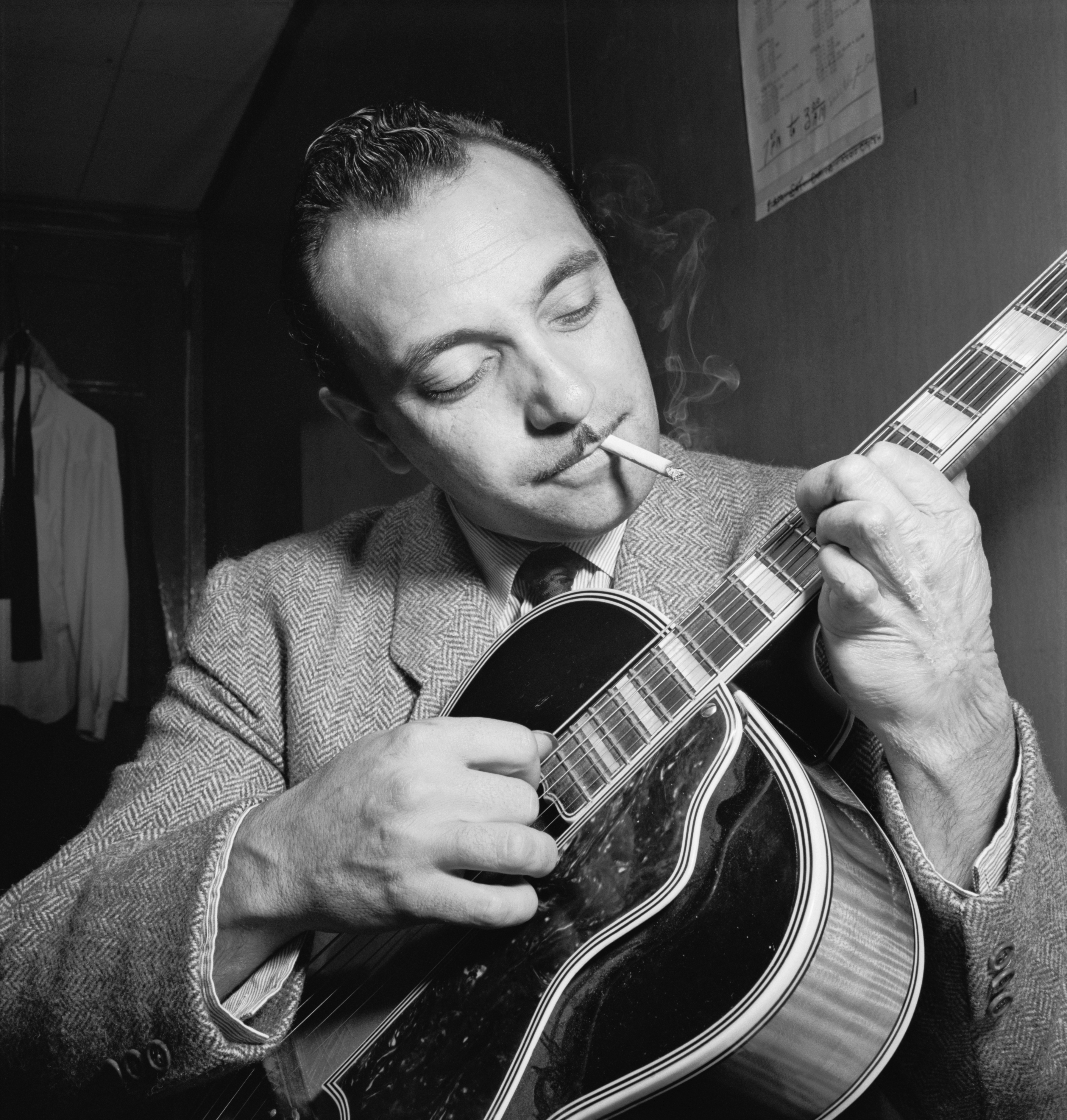
Django Reinhardt im New Yorker Jazzclub Aquarium, Ende Oktober 1946

Jean „Django“ Reinhardt, getauft auf den Namen Jean Reinhar(d)t (* 23. Januar 1910 in Liberchies, Belgien; † 16. Mai 1953 in Fontainebleau, Frankreich), war ein französischer Gitarrist, Komponist und Bandleader. Er gilt als Begründer und Vorreiter des europäischen Jazz.

## Leben
Als Sohn von aus dem Elsass stammenden Manouches (französischsprachigen Sinti) wuchs Django Reinhardt, nachdem die Familie von 1914 bis 1918 zunächst in Nizza, Italien, Korsika und Nordafrika gelebt hatte, in einer Wohnwagensiedlung am Stadtrand von Paris (13. Arrondissement) auf.
Django Reinhardt lernte früh Violine, Banjo und schließlich Gitarre zu spielen und begann seine Karriere als professioneller Musiker als Zwölfjähriger mit dem Akkordeonisten Pierre 'Guérino' Vettese (1895–1952). 1928 begleitete er auf ersten Schallplattenaufnahmen die Akkordeonisten Jean Vaissade, Victor Marceau und Maurice Alexander.
Am 2. November 1928 erlitt Django Reinhardt schwere Verletzungen beim Brand seines Wohnwagens, nachdem die im Wohnwagen befindlichen Zelluloidblumen, die Djangos damalige Frau (Florine „Bella“ Mayer) am folgenden Tag verkaufen wollte, Feuer gefangen hatten. Djangos rechtes Bein war gelähmt und seine linke Hand wurde stark verbrannt; daneben erlitt er am Körper schwere Verbrennungen. Die Ärzte hatten vor, das Bein zu amputieren, doch Reinhardt erholte sich von den Verletzungen. In den folgenden anderthalb Jahren der Rehabilitation entwickelte Django Reinhardt eine neue virtuose Spieltechnik, bei der er für das Spielen der Melodie lediglich Zeige- und Mittelfinger einsetzte. Für Akkorde konnte er in beschränktem Maße den Ringfinger und kleinen Finger zu Hilfe nehmen, deshalb benutzte er ausgiebig den Daumen. Die Behandlungen und Rehabilitationsmaßnahmen waren im Frühjahr 1930 abgeschlossen. Die Beziehung zu seiner Frau scheiterte.

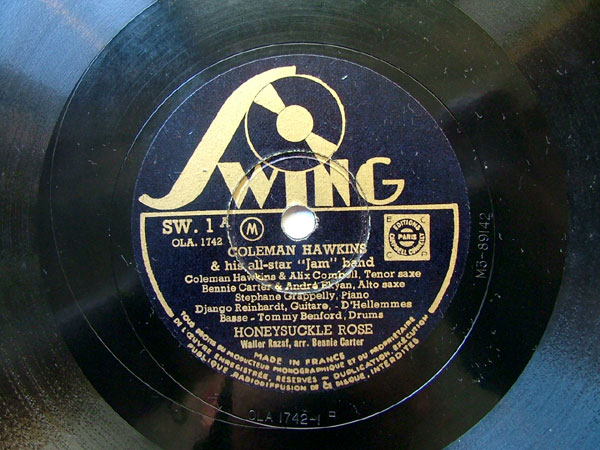
„Honeysuckle Rose“ – Pariser Session 1937 von Django Reinhardt, Stéphane Grappelli, Coleman Hawkins, Alix Combelle und Benny Carter

Anfang der 1930er Jahre spielte Reinhardt im Orchester des Violinisten Michel Warlop und trat in Pariser Cafés auf; er nahm mit diesem, aber auch mit Louis Vola, Jean Sablon, André Ekyan, dem Akkordeonspieler Vetese Guerino und der Sängerin Germaine Sablon auf. 1934 entdeckten ihn Pierre Nourry und Charles Delaunay für den Hot Club de France. Diese hatten die Idee, ein nur von Saiteninstrumentalisten besetztes Ensemble zusammenzustellen, angeblich stellten sie Reinhardt dem Violinisten Stéphane Grappelli vor. Nach Proben im Hotel Claridge wurde das legendäre Quintette du Hot Club de France gegründet, in dem neben Reinhardt und Grappelli die Rhythmusgitarristen Joseph „Nin-Nin“ Reinhardt (Djangos Bruder) und Roger Chaput sowie als Bassist Louis Vola mitwirkten, in dessen Orchester die Musiker bis dahin regulär spielten.
Dieses Quintett wurde ein Sensationserfolg und blieb – bis auf eine Umbesetzung (Roger Chaput wurde durch Pierre „Baro“ Ferret ersetzt) – in seiner ursprünglichen Form bis zum Beginn des Zweiten Weltkriegs 1939 bestehen, wo die Formation in London gastierte. Während Grappelli bis Kriegsende in London blieb, spielte Django Reinhardt in Paris in den folgenden Jahren mit wechselnden Besetzungen in einem geänderten Quintett-Format: Sologitarre (Reinhardt), eine Rhythmusgitarre, Klarinette anstelle der Geige, Bass und Schlagzeug (sowie teilweise Klavier); Klarinette spielte Hubert Rostaing, gelegentlich auch Alix Combelle, André Lluis und ab 1943 Gérard Lévêque. Im Frühjahr 1942 konnte er in Belgien einige Aufnahmen, u. a. mit den Orchestern Fud Candrix und Stan Brenders für das Label Rhythme einspielen.
1943 versuchte Django Reinhardt in die Schweiz zu gelangen, wurde aber an der Grenze zurückgewiesen. Nach Paris zurückgekehrt, bewahrten ihn seine Berühmtheit und die Beliebtheit seiner Musik bei der französischen Bevölkerung (und auch bei einigen Besatzungsoffizieren, etwa Dietrich Schulz-Köhn) davor, wie viele seiner Verwandten als Zigeuner verfolgt und in einem Konzentrationslager umgebracht zu werden. Bis zur Befreiung blieb er unbehelligt in Paris, hielt sich aber bedeckt und mied die Öffentlichkeit in der Hauptstadt, wie Schulz-Köhn berichtete.
Ins Jahr 1944 fällt die Aufnahme einer von Django Reinhardt komponierten Zigeunermesse, die sein damaliger Klarinettist Gérard Lévêque zu Papier brachte. Die auf einer Kirchenorgel durch Léo Chauliac eingespielte Messe wurde aber erst weit später veröffentlicht. Lévêque notierte auch eine sinfonische Komposition Reinhardts. Laut Charles Delaunay enthielt diese Sinfonie teilweise so gewagte Harmonien, dass sie für den Dirigenten Jo Bouillon Probleme aufwarf. Die Partitur ging verschollen; einige Kompositionen daraus wurden im Jazzkontext verwendet, insbesondere das bekannte Manoir de mes rêves.

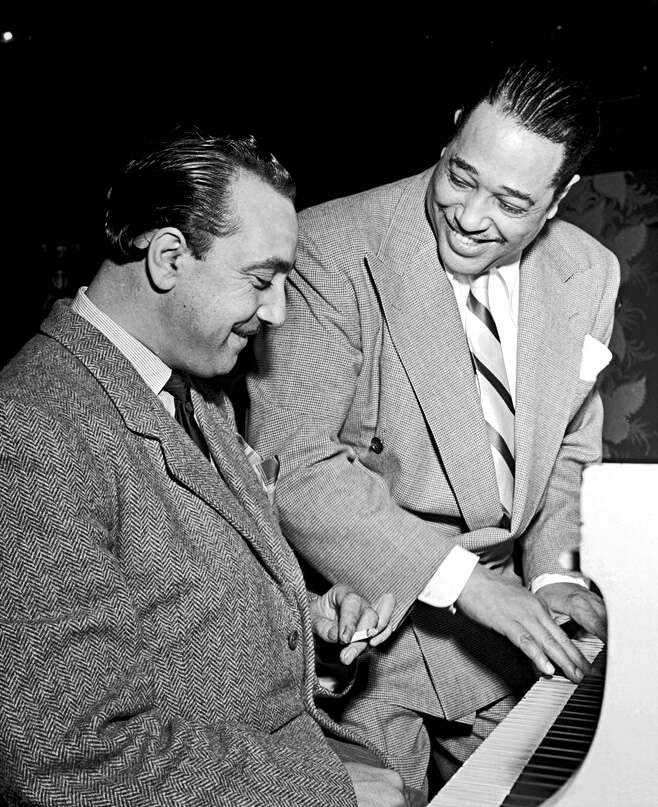
Reinhardt und Duke Ellington im November 1946.

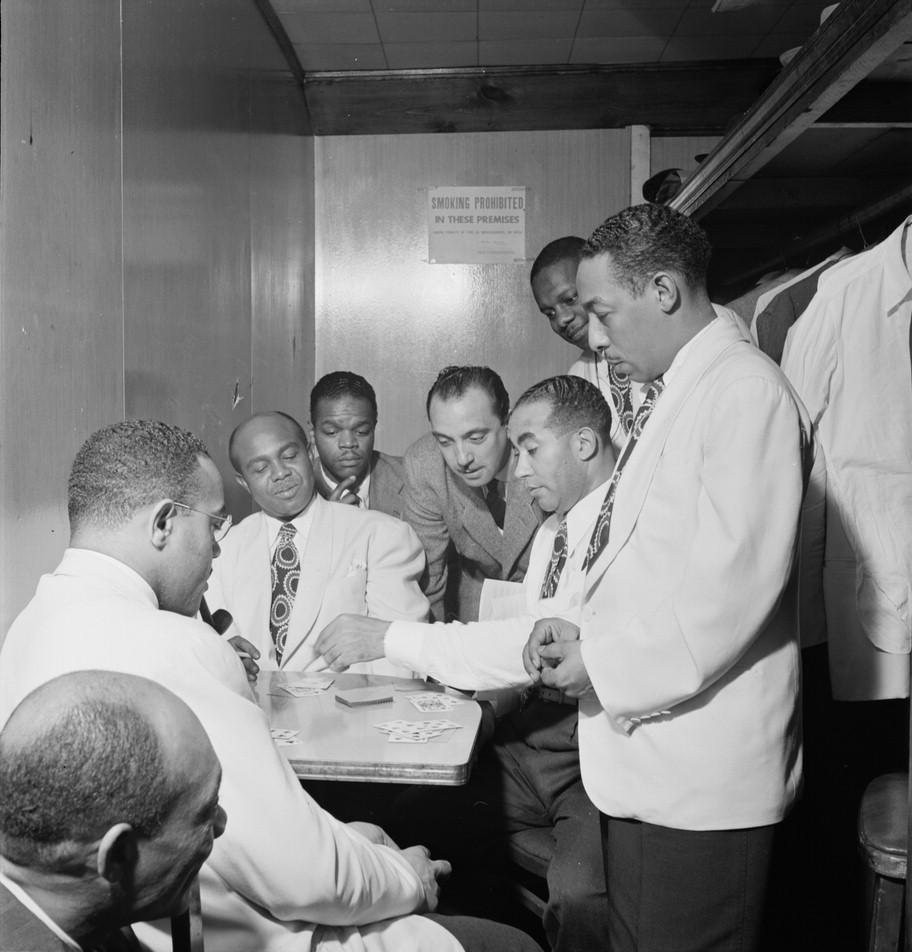
Reinhardt mit Musikern des Duke Ellington Orchestra: Al Sears, Shelton Hemphill, Junior Raglin, Reinhardt, Lawrence Brown, Harry Carney, Johnny Hodges im New Yorker Jazzclub Aquarium, ca. November 1946.

Im Januar 1945 war Django Reinhardt mit den Glenn Miller All Stars im Plattenstudio; von Oktober bis Dezember 1945 nahm er mit der amerikanischen Air Transport Command Band unter der Leitung von Sgt. Jack Platt (Arrangements: Lonnie Wilfong) eine Reihe von Stücken auf, darunter Djangology und den Uptown Blues. Bei diesen Aufnahmen handelte es sich um Live-Mitschnitte für den AFN, die später auf Platte veröffentlicht wurden.
1946 trat Django Reinhardt auf einer Tournee in den Vereinigten Staaten mit dem Duke Ellington Orchestra auf. Von dem Auftritt am 20. November im Civic Opera House in Chicago sind vier Aufnahmen erhalten, die als The Great Concerts: Duke Ellington: Chicago 1946 auf Doppel-CD veröffentlicht wurden.
Ab 1947 spielte Django Reinhardt hauptsächlich elektrisch verstärkte Gitarre, wobei die Melodielinien z. T. deutlich bop-orientierter wurden. 1947 nahm er – mit akustischer Gitarre – auch wieder mit Stéphane Grappelli eine Reihe von Titeln auf (u. a. How High the Moon). Neben einer Reihe von Sessions mit elektrisch verstärkter Gitarre – u. a. für Eddie Barclays Label Blue Star – wäre die herausragende Aufnahmesitzung von Djangos Big Band Django’s Music vom 16. April 1947 zu nennen. Während der Minor Blues in voller Big-Band-Besetzung aufgenommen wurde, nahm ein aus Mitgliedern der Big Band bestehendes Sextett (Django Reinhardt, Sologitarre; Michel de Villers, Altsaxophon und Klarinette; Eddie Bernard, Klavier; Joseph Reinhardt, Rhythmusgitarre; Willy Lockwood, Bass; Al Craig, Schlagzeug) vier Titel (Peche A La Mouche, Clair De Lune, Lentement, Mademoiselle und Melodie Au Crepuscule) auf, von denen diejenigen mit Klarinette herausragen.
Anfang 1947 begann Reinhardt zusammen mit Duke Ellington eine dreijährige Tournee durch die USA.
Einige der Highlights von Django Reinhardts Aufnahmen mit elektrisch verstärkter Gitarre wurden 1947 in den Pariser RTF-Studios aufgenommen. Erwähnenswert sind die Sessions vom 22. September und 13. November 1947.
Im Dezember 1948 wurde ein Konzert des Quintetts im Théâtre des Galeries in Brüssel mit Hilfe eines von Django Reinhardt gekauften Tonbandgeräts mitgeschnitten. Die Besetzung: Django Reinhardt (Sologitarre), Hubert Rostaing (Klarinette), Henri „Lousson“ Baumgartner, Djangos Sohn aus erster Ehe (Rhythmusgitarre), Louis Vola (Bass) und Arthur Motta (Schlagzeug).
Im Januar/Februar 1949 nahmen Reinhardt und Grappelli in Rom mit einer dreiköpfigen Rhythmusgruppe (Gianni Safred, Klavier; Carlo Pecori, Bass; Aurelio de Carolis, Schlagzeug) insgesamt 67 Titel auf, von denen einige zum Besten gehören, was Django Reinhardt aufgenommen hat (Troublant Boléro, Nagasaki, Vous qui passez sans me voir). Laut Delaunay war Django mit der italienischen Rhythmusgruppe nicht sehr zufrieden, die nicht den Drive des alten Quintetts von 1934 bis 1939 hatte, ihre Aufgabe aber doch effektiv bewältigte.
1950 folgte ein zweiter Rom-Aufenthalt. Diesmal wurde Reinhardt von André Ekyan (Altsaxophon, Klarinette) sowie Ralph Schécroun (Klavier), Alf Masselier (Bass) und Roger Paraboschi (Schlagzeug) begleitet. Die Gruppe nahm insgesamt 30 Titel auf.

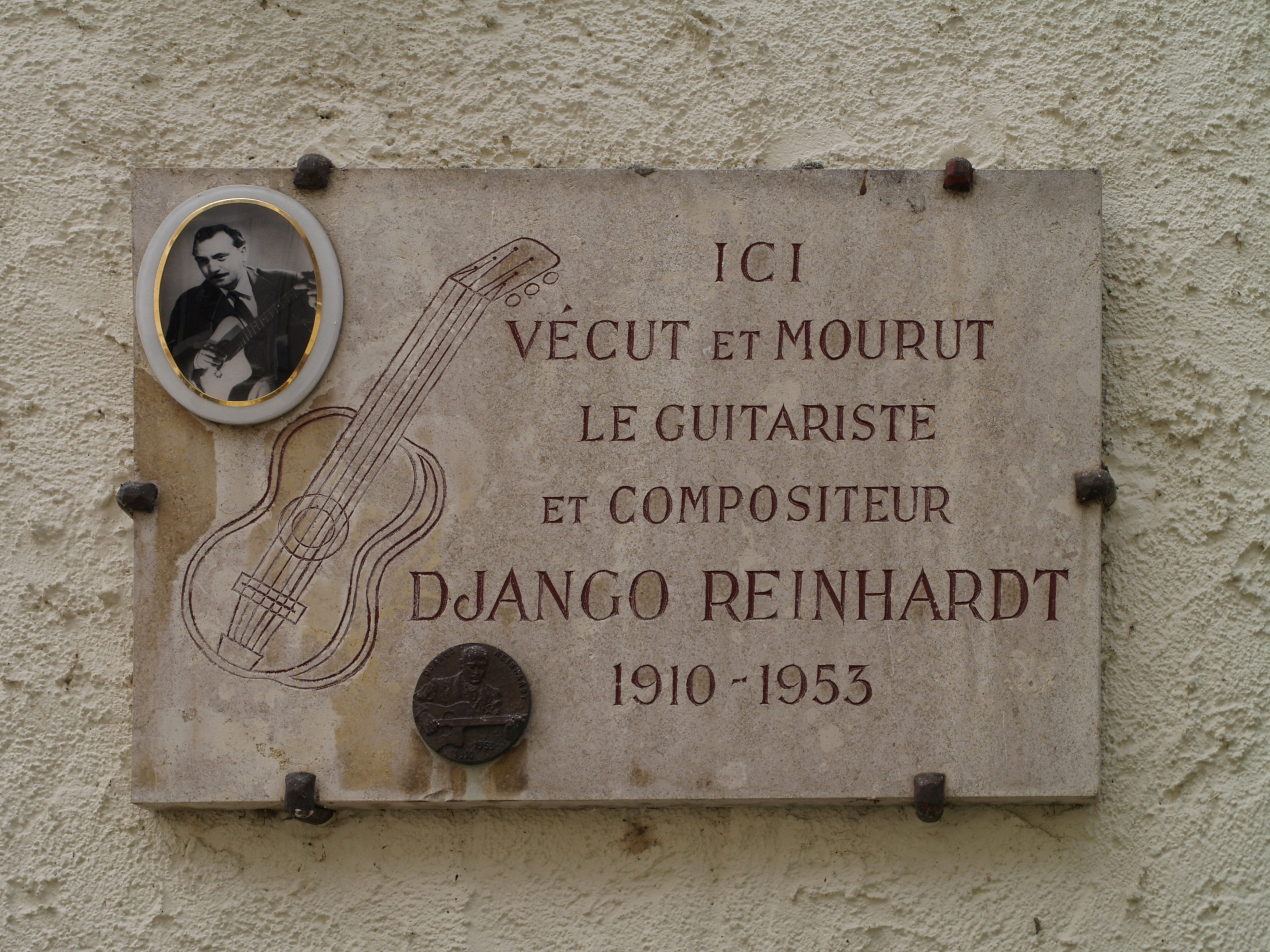
Gedenktafel für Django Reinhardt in Samois-sur-Seine

1951 zog Django Reinhardt in das bei Fontainebleau gelegene Samois-sur-Seine. Im Februar desselben Jahres trat er mit einer neuen Band im Pariser Club St. Germain-des-Prés auf, die aus Bebop-beeinflussten jungen Musikern wie den Brüdern Hubert (Altsaxophon) und Raymond Fol (Klavier), Bernard Hullin (Trompete), Pierre Michelot (Bass) und Pierre Lemarchand (Schlagzeug) bestand. Wenn er nicht mit dieser Band spielte, widmete Django Reinhardt sich nun größtenteils der Familie, Freunden, der Malerei, dem Angeln und dem Billardspielen.
1951 war auch das Jahr, in dem er anlässlich einer Übertragung von Radio Luxemburg mit dem l’Orchestre (Symphonique) National unter der Leitung von Wal-Berg (Voldemar Rosenberg) auftrat (das eingespielte Stück war Django Reinhardts eigener Troublant Boléro, das Orchesterarrangement stammte von Wal-Berg). Danach nahm Django Reinhardt nur noch sporadisch auf, die letzte Session datiert vom 8. April 1953.
Am 15. Mai 1953 erlitt er im Café Auberge de l’Ile in Samois-sur-Seine einen Schlaganfall.
Er wurde umgehend ins Hospital von Fontainebleau gebracht, konnte jedoch nicht mehr gerettet werden. Django Reinhardt wurde in Samois-sur-Seine beigesetzt.

## Familie
Viele Familienangehörige Reinhardts sind noch musikalisch aktiv. Djangos Sohn aus seiner zweiten Ehe mit Sophie „Naguine“ Ziegler, Babik Reinhardt, entwickelte sich zu einem eigenständigen Jazzgitarristen. Djangos Großneffe, der Geiger und Komponist Schnuckenack Reinhardt, trug viel zur Pflege und Fortentwicklung der vom Quintette du Hot Club de France begründeten musikalischen Errungenschaften bei. Djangos erster Sohn aus seiner Ehe mit Florine „Bella“ Mayer (später verheiratete Baumgartner), Henri „Lousson“ Baumgartner (1929–1992), war ebenfalls Musiker, mit sehr eigenständigem Profil. Auch in der dritten Generation erhält sich diese Tradition: Djangos Enkel David Reinhardt ist ebenfalls Gitarrist. Er ist 2010 beim Umbria Jazz Festival in Perugia aufgetreten – hauptsächlich mit Kompositionen seines Großvaters. Weitere Berufsmusiker aus der Reinhardt-Familie sind Lulo Reinhardt und Zipflo Reinhardt.

## Musik

### Musikstil
Das Neue und Besondere an der Musik Reinhardts war die Mischung aus drei verschiedenen Musikstilen. Er schuf aus dem gängigen New-Orleans-Jazz der 1920er Jahre, den französischen Walzern (valses musettes) und der traditionellen Spielweise der Sinti („Zigeunermusik“) einen neuen Musikstil, den Zigeuner- oder Gypsy Swing. Dieser ist neben der jazzgemäßen Rhythmik durch Akkordeffekte und Stimmungen gekennzeichnet, wie sie in der moderneren Klassik etwa für Claude Debussy oder Maurice Ravel typisch sind. Ab 1937, seit der Aufnahme von Chicago, war er ohne Zweifel der beste europäische Jazzmusiker. Sein harmonisches Verständnis, seine bemerkenswerte Technik und sein rhythmischer Sinn machten ihn schon zu Beginn seiner Karriere zu einem ausgezeichneten Begleiter. Er entwickelte sich aber auch zu einem einzigartigen Solisten mit einem besonderen Flair für die variierte Gestaltung eines Konzerts, ohne dessen stilistische Einheit zu gefährden.
Reinhardts Gitarrenspiel hat einen großen Wiedererkennungswert; dies liegt u. a. an einer Reihe von immer wiederkehrenden Spieltechniken, die besonders in seinen Soli deutlich hervortreten. Diese Techniken sind zum Teil durch die Behinderung seiner Greifhand bedingt; hier gelang es Reinhardt also, aus der Not eine Tugend zu machen.
- Reinhardts Handicap brachte ihn dazu, das Griffbrett eher vertikal als horizontal zu nutzen.[20] Außerdem verwendete er die Technik des Downstroke-Sweepings, bei der Töne auf benachbarten Saiten mit einer einzigen schnellen Bewegung angeschlagen werden.[21] Sweeping ist in der Gitarrenmusik der letzten Jahre gerade wieder sehr modern geworden (im Jazz z. B. bei Frank Gambale).
- Daneben hat Reinhardt Läufe aus Oktav-Doppelgriffen in den Jazz eingeführt.[20] Dabei werden Tonbewegungen mit der ganzen Hand ausgeführt, hier war Reinhardts Behinderung kein Nachteil. Ein weiterer für Oktavspiel bekannter Jazzmusiker war Wes Montgomery; da dieser aber die Saiten mit dem Daumen anschlug, klingen sie bei ihm sanfter als beim Plektrum-Spieler Reinhardt.
- Ein weiteres Markenzeichen Reinhardts ist das Tremolo-Picking, das in einer schnellen Auf- und Abwärtsbewegung der Anschlagshand besteht. Reinhardt setzte diese Technik sowohl bei Akkorden als auch bei Single Notes ein.[22] Letzteres realisierte Reinhardt meist als schnellen chromatischen Lauf, indem er synchron zur Bewegung der rechten Hand mit der linken über das Griffbrett rutschte („Tremolo-Glissando“).[20] Auch dies ist wiederum eine Technik, bei der die Verkrüppelung seiner linken Hand keine Behinderung darstellte.

Einen guten Eindruck von Django Reinhardts technischen Fähigkeiten bzw. seiner Virtuosität vermittelt die 1937 aufgenommene Improvisation No. 1, eine Improvisation für Sologitarre.
Obwohl Django selbst keine Noten lesen konnte, komponierte er – teils in Zusammenarbeit mit Grappelli – eine Reihe von Stücken, die zu Jazzstandards wurden: etwa Nuages, Daphné, Manoir de mes rêves oder Minor Swing. Auch heute noch wird seine Musik von zahlreichen Sinti und Nicht-Zigeunern gehört und gespielt. Seine nach dem Ende des Zweiten Weltkrieges entstandene verjazzte Fassung der Marseillaise, Echos of France, wurde vom französischen Kultusministerium zensiert und „als Beleidigung der französischen Nation“ für zehn Jahre verboten.
Das von John Lewis komponierte Stück Django des Modern Jazz Quartet, eine Hommage an Django Reinhardt, baut in seinen ersten Takten auf dem Anfang von Django Reinhardts Improvisation No. 5 auf.

### Akustische Gitarren
Reinhardt verwendete bis 1947 vorwiegend von dem italienischen Gitarrenbauer Mario Maccaferri konstruierte und in Paris gebaute Akustik-Gitarren der französischen Firma Selmer. Diese Gitarren zeichnen sich auch dank eines zusätzlich eingebauten Resonanzkörpers im Inneren durch eine große Lautstärke aus. Nachdem Maccaferri Selmer 1933 verlassen hatte, wurden die Gitarren in einigen Details verändert: Der zusätzliche Resonanzkörper wurde weggelassen und der Übergang zwischen Korpus und Hals wird von dem 12. auf den 14. Bund verschoben. Außerdem war das – bisher D-förmige («grande bouche») – Schallloch nunmehr oval («petite bouche»). Diese modifizierte Maccaferri-Konstruktion wurde zu Reinhardts Hauptinstrument. Ab 1947 spielte er vorwiegend elektrisch verstärkt, nahm aber verschiedentlich noch mit seiner unverstärkten Selmer auf, so anlässlich einer Session 1947 mit Stéphane Grappelli und – wieder mit Grappelli und einer italienischen Rhythmusgruppe – 1949 in Rom.
Django Reinhardts letzte Selmer-Gitarre – ein Modell von 1940 mit der Seriennummer 503 – befindet sich inzwischen in der Instrumentensammlung der Cité de la musique in Paris.
Die berühmten Fotos von William P. Gottlieb, die Django Reinhardt mit einer Archtop-Gitarre zeigen, entstanden 1946 während der USA-Tournee. Diese Gitarre ist eine unverstärkte schwedische Levin Deluxe. Sie gehörte Fred Guy, dem damaligen Gitarristen des Duke Ellington Orchestra.

### Elektrische Gitarren
Nach seiner US-Tournee, auf der er (ob erstmals, ist nicht ganz sicher) verschiedene elektrisch verstärkte Archtops benutzt hatte, spielte Django Reinhardt ab 1947 hauptsächlich elektrisch verstärkt. An Gitarren ist hier vor allem seine Epiphone mit der Seriennummer 3442 zu erwähnen, die er aus den USA mit nach Frankreich gebracht hatte (dem amerikanischen Gitarristen Joe Sinacore zufolge hat er sie von Epiphone geschenkt bekommen). Diese Epiphone „Zephyr“ wurde 1967 von Babik Reinhardt, Djangos zweitem Sohn, dem amerikanischen Gitarristen Fred Sharp geschenkt, der sie restaurierte und teilweise umbaute (u. a. Cutaway).
Neben der Epiphone ist Django Reinhardt auf Fotos mit folgenden elektrisch verstärkten Archtops zu sehen:
- Gretsch Synchromatic 400, die dem amerikanischen Gitarristen Artie Narvaez vom Artie Shaw Orchestra gehörte
- Gibson ES-300
- einer Archtop der Schweizer Marke „RIO“[32]
- einer italienischen Mogar mit Pick-up (bei den Sessions in Rom 1950)[33]

Daneben spielte Django Reinhardt seine akustische Selmer Modell 807 teilweise mit einem Stimer-Pick-up.
Als Verstärker benutzte Django Reinhardt (Fotos nach zu schließen):
- einen Stimer M10-Verstärker
- einen Electar-Verstärker von Epiphone
- einen Gibson EH150-Verstärker (Club St. Germain)

## Nachleben

### Festivals

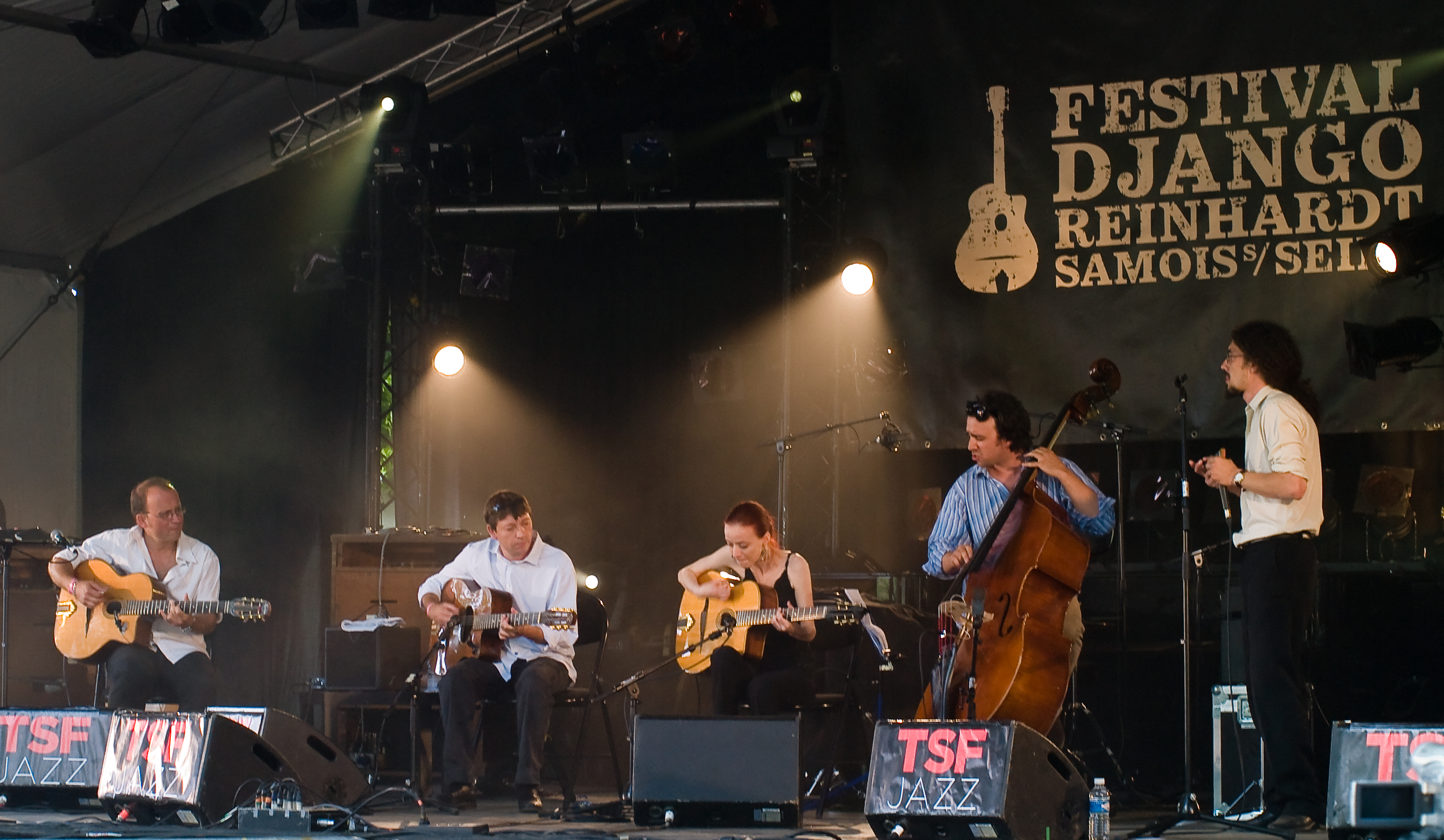
Nach Reinhardt benanntes Festival in Samois, 30. Jubiläum 2009

In Samois-sur-Seine findet inzwischen alljährlich Ende Juni zu Ehren von Reinhardt ein Festival statt, das weltweit als der Treffpunkt für alle gilt, die sich für seine Musik interessieren. Auch in seiner belgischen Geburtsstadt Liberchies gibt es jährlich im Mai ein Django Reinhardt Jazz Festival. In Nordamerika gibt es an der Westküste der Vereinigten Staaten eine Reihe von jährlichen Django-Festivals.
In Deutschland finden alljährlich im Mai im Parktheater Augsburg-Göggingen das Django Reinhardt Memorial sowie im Juli in Hildesheim das Festival Django Reinhardt statt.

### Film
Es gibt einen halbstündigen Dokumentarfilm über Django Reinhardt von Paul Paviot von 1957, in dem auch viele musikalische Weggefährten mitspielen.
Sergio Corbucci hat den Titelhelden seines Italo-Westerns Django nach Reinhardt benannt.
Im Film Swing Kids ist Django Reinhardt eines der großen Vorbilder der Protagonisten. Nach der Verstümmelung seiner Hand durch die Nationalsozialisten bringt sich der Jugendliche Arvid, angespornt durch sein Idol, das dreifingrige Spiel bei.
In dem Film Sweet and Lowdown (1999) von Woody Allen ist Django Reinhardt das Idol der Hauptfigur, des fiktiven Jazzgitarristen Emmett Ray. Reinhardt tritt in dem Film nur kurz in einer Szene auf, verkörpert vom Schauspieler Michael Sprague.
Der Zeichentrickfilm Das große Rennen von Belleville (2003) beginnt mit einer musikalischen Szene mit Bühnenauftritten von Fred Astaire, Josephine Baker und Django Reinhardt (alle drei in gezeichneter Form).
Der 2008 entstandene Dokumentarfilm Djangos Erben von Suzan Şekerci über die Nachfahren Reinhardts wurde 2009 bei den Grimme-Preisen ausgezeichnet.
2017 eröffnete der französische Spielfilm Django – Ein Leben für die Musik von Étienne Comar die 67. Internationalen Filmfestspiele Berlin, in dem Reda Kateb die Rolle von Django Reinhardt übernahm.

### Aufnahme in Ruhmeshallen
Django Reinhardt wurde unter anderem in folgende Ruhmeshallen aufgenommen:
- International Academy of Jazz Hall of Fame
- Big Band and Jazz Hall of Fame
- American Jazz Hall of Fame

### Sonstiges
Am 13. November 2008 wurde der Asteroid (94291) Django nach ihm benannt.
Die aus Seattle stammende Gypsy-Jazz-Band Pearl Django hat sich nach ihm benannt.
Das Python-Webframework Django ist nach ihm benannt.
Im Lageplan der „Les Puces de Paris“ in Saint-Ouen gibt es den Place Django Reinhart an der Kreuzung der Straßen Paul Bert und Jules Valles. Außerdem gibt es den Place Django Reinhardt in der Nähe der Porte de Clignancourt in Paris.

## Diskografische Hinweise
- The Complete Django Reinhardt and Quintet of the Hot Club of France Swing/HMV Sessions 1936–1948 (Mosaic – 1999) 6 CDs[41] mit Stéphane Grappelli, Joseph Reinhardt, Louis Vola, Marcel Bianchi, Michel Warlop, Hubert Rostaing
- Intégrale Django Reinhardt. 20 Teile mit je 2 CD und Begleitbuch, Fremeaux (Hrsg. Daniel Nevers), ab 2002